# مسجد كامبونج تيليساي
مسجد كامبونج تيليساي يقع المسجد في منطقة كامبونج تيليساي، والتي تبعد حوالي سبعة عشر كيلومتر من بيكان توتونج في بروناي .

## البناء
تم البدء في بناء مسجد كامبونج تيليساي في أواخر عام 1983، على موقع الأرض مساحتها فدان واحد، واكتمل البناء في شهر أغسطس من عام 1984، وبلغت تكلفة البناء 300،000.00 دولار .

## الافتتاح
افتتح مسجد كامبونج تيليساي رسميا من قبل معالي حاجي أوانغ عبد العزيز بن بيغاوان بيهين داتو سيري اودانا الخطيب بادوكا حاج عمر وزير التربية والتعليم، في حكومة بروناي دار السلام، وذلك في يوم الجمعة الأول من شهر محرم من عام 1402 هـ الموافق الثلاثين من شخر أكتوبر من عام 1984، وتبلغ قدرة المسجد الاستيعابية 100 مصلي .

## التوسعة
تم توسيع مسجد كامبونج تيليساي وتجديده، وبلغت تكلفت التوسعة حوالي 80،000.00 دولار، وأصبح المسجد يستوعب ما يصل إلى 350 مصلي في وقت واحد.